# Trilepis
Trilepis is een geslacht uit de cypergrassenfamilie (Cyperaceae). De soorten komen voor van noordelijk Zuid-Amerika tot in Brazilië.

## Soorten
- Trilepis ciliatifolia T.Koyama
- Trilepis kanukuensis Gilly
- Trilepis lhotzkiana Nees
- Trilepis microstachya (C.B.Clarke) H.Pfeiff.
- Trilepis tenuis Vitta

... · 
Blysmus · 
Bolboschoenus · 
Carex (Zegge) · 
Cladium · 
Cyperus (Cypergras) · 
Eleocharis (Waterbies) · 
Eleogiton · 
Eriophorum (Wollegras) · 
Isolepis · 
Rhynchospora · 
Schoenoplectus (Bies) · 
Schoenus · 
Scirpoides · 
Scirpus · 
Trichophorum · 
...